# Fußball-Bundesliga/Rekorde/SSV Ulm 1846
Der Artikel Fußball-Bundesliga/Rekorde/SSV Ulm 1846 listet die vereinsspezifischen Rekorde des SSV Ulm 1846 auf, die mit Bezug auf die Zugehörigkeit zur deutschen Fußball-Bundesliga gehalten werden.
Der Verein ist aktuell kein Bundesligist (Stand: Saison 2025/26).

Siehe auch: 

## Vorbemerkung
Es besteht eine Unterteilung zwischen Positiv- und Negativrekorden sowie vereinsinternen Bestmarken. Weitere Rekorde, die dem Verein nicht zuzuordnen sind, werden im Hauptartikel unter „Allgemein“ gelistet. Dort bestehen zudem die Rubriken „Trainerspezifische Rekorde“, „Schiedsrichterspezifische Rekorde“ sowie „Sonstige Rekorde“. Es besteht außerdem die Möglichkeit „In nächster Zeit möglicherweise fallende Bestmarken“ im unteren Bereich der Hauptseite festzuhalten, bzw. die neuen Rekorde an die passenden Stellen einzusortieren. Wenn möglich, wird zu einem Positivrekord auch der Negativrekord als Gegenstück gelistet (und andersrum). Die Liste erhebt keinen Anspruch auf Vollständigkeit.

## SSV Ulm 1846
Aktuelle Platzierung in der Ewigen Tabelle der Fußball-Bundesliga: Platz 52 von 58 (Stand: 34. Spieltag 2024/25)

### Positivrekorde
- bestplatzierter Verein in der Ewigen Tabelle der Bundesliga, der nur eine Saison spielte: Platz 52 (35 Punkte (36:62 Tore), Stand: 17. Spieltag 2024/25)[1]
- siehe auch unter sonstige Rekorde

### Negativrekorde
- meiste Platzverweise in einer Partie für ein Team: 4 (beim 1:2 gegen Hansa Rostock, am 10. September 1999; außerdem wurden Manager Erich Steer und Trainer Martin Andermatt auf die Tribüne geschickt)[2][3]

### Vereinsintern
- Rekordspieler: Philipp Laux (34 Einsätze)[4]
- Rekordfeldspieler: Oliver Otto (33 Einsätze)[4]
- Rekordtorschütze: Hans van de Haar (10 Tore)[5]
- erstes Bundesligator: Janusz Góra (48. Minute, zum 1:1-Endstand gegen den SC Freiburg, per Strafstoß, am 1. Spieltag 1999/00)[6]
- erstes Unentschieden: 1:1 (gegen den SC Freiburg, am 1. Spieltag 1999/00)[6]
- erster Sieg: 2:0 (gegen Arminia Bielefeld, am 5. Spieltag 1999/00)[7]
- höchste Niederlage: 1:9 (gegen Bayer Leverkusen, am 18. März 2000, Stand: 12. Spieltag 2024/25)[8]